# NGC 4595
NGC 4595 (другие обозначения — UGC 7826, MCG 3-32-81, ZWG 99.106, VCC 1811, IRAS12373+1534, PGC 42396, HRS 230) — спиральная галактика с перемычкой (SBb) в созвездии Волосы Вероники.
Оценки ориентации галактики (позиционного угла большой полуоси и наклона плоскости диска), сделанные кинематическим и фотометрическим методами, согласуются: различие по обоим параметрам составляет 1°. Кривая вращения имеет правильную, симметричную форму и прослеживается до оптического радиуса галактики.
Этот объект входит в число перечисленных в оригинальной редакции «Нового общего каталога».